# Marius Constant
Marius Constant (* 7. Februar 1925 in Bukarest; † 15. Mai 2004 bei Paris) war ein französischer Komponist und Dirigent rumänischer Herkunft.
Constant studierte am Konservatorium in Bukarest Klavier und Komposition und erhielt 1944 den George-Enescu-Preis. 1946 zog er nach Paris, wo er am Konservatorium Schüler von Olivier Messiaen, Tony Aubin, Arthur Honegger und Nadia Boulanger war. Seine Kompositionen gewannen mehrere Preise. Ab 1950 beschäftigte er sich vermehrt mit elektronischer Musik und wurde Mitglied der Groupe de Recherche de musique concrète von Pierre Schaeffer.
In der Zeit von 1956 bis 1966 war Constant Dirigent der Ballets de Paris, die Roland Petit leitete. In diesen Jahren entstanden zahlreiche Ballettkompositionen für Petit und Maurice Béjart, so Haut-voltage (1956), Contrepointe (1958), Cyrano de Bergerac (1959), Éloge de la folie (1966) und Paradis perdu (1967). Für das Aix-en-Provence-Festival 1957 schrieb er ein Klavierkonzert, bekannt wurde er jedoch vor allem durch die von Leonard Bernstein geleitete Uraufführung der 24 Préludes pour Orchestre (1958). Turner (1961) setzte die malerische Sprache des englischen Malers William Turner in Musik um.
1963 gründete Constant das Ensemble Ars Nova, das sich als eines der ersten speziell mit der Aufführung zeitgenössischer Musik beschäftigte. 1970 übernahm er die Leitung der Musikabteilung des ORTF; in den Jahren 1973 bis 1978 hatte er die musikalische Leitung der Pariser Oper inne, und in den Jahren 1988 und 1989 war er am Pariser Konservatorium Professor für Orchestrierung und Instrumentierung. Außerdem unterrichtete er an der Universität von Stanford (Kalifornien) und in Hilversum. Weitere Ballette entstanden, so Septentrion (1975), Nana (1976) und L’ange bleu (1985). Ein Welterfolg wurde La tragédie de Carmen (1981), eine zusammen mit dem Regisseur Peter Brook geschriebene Bearbeitung der Oper Carmen von Georges Bizet. 1988 schuf er außerdem eine exzellente Orchestrierung des Klavierwerkes Gaspard de la nuit von Maurice Ravel. 1992 wurde Constant als Nachfolger seines früheren Lehrers Olivier Messiaen in die Académie des Beaux-Arts gewählt.

## Werke
- Opern
  - La serrure (1969)
  - Le souper (1969)
  - Le jeu de Ste Agnes (1974)
  - La tragédie de Carmen (1981; nach Georges Bizet)
  - Impressions de Pelléas (1992; nach Claude Debussy)
  - Teresa. Mélodrame fantastique (1995)
  - Des saisons en enfer. Mélodrame lyrique (1999)
- Ballette
  - Le joueur de flûte (1951)
  - Haut-voltage (1956; in Zusammenarbeit mit Pierre Henry)
  - Contrepointe (1958)
  - Cyrano de Bergerac (1959)
  - Éloge de la folie (1966)
  - Paradis perdu (1967)
  - Candide. Mimodrama (1970; Konzertversion für Cembalo und Orchester)
  - Septentrion (1975)
  - Nana (1976)
  - L’ange bleu (1985)
- Orchesterwerke
  - Klavierkonzert (1957)
  - 24 Préludes pour Orchestre (1958)
  - Turner (1961)
  - Chaconne et marche militaire (1968)
  - Faciebat Anno 1973 für 24 Violinen und Orchester (1973)
  - Gli elementi. Konzert für Posaune, Streichorchester und 2 Hörner (1977)
  - Symphonie pour instruments à vent (1978)
  - Nana Symphonie (1980)
  - 103 regards dans l’eau für Violine und Orchester (1981)
  - Pelléas et Mélisande. Sinfonie (1983)
  - L’inauguration de la maison für Orchester (1985)
  - Konzert für Drehorgel und Orchester (1988)
  - Choruses and Interludes für Horn und Orchester
  - Concertante für Saxophon und Orchester
- Kammermusik
  - Bläsertrio (1949)
  - 3 complexes für Klavier und Kontrabass (1950)
  - Ponant 19. Mouvement choréographique für Klavier und 19 Instrumente (1963)
  - Winds für 14 Bläser (1968)
  - Traits für 6–25 Instrumente (1969)
  - Equal für 5 Schlagzeuger (1969)
  - 14 stations für 7 Instrumente (1969–70)
  - Moulins à prière für Cembalo (1969)
  - Pour flûte et un instrument (1971)
  - 9 mars 1971 für Piccoloflöte (1971)
  - Strings für 12 Streicher und elektrische Gitarre (1972)
  - Piano personnage für Klavier und 16 Instrumente (1973)
  - Silètes für Cembalo (1973)
  - For Clarinet (1974)
  - Psyché für 2 Klaviere und 2 Schlagzeuger (1975)
  - Die Trennung. Streichquartett (1990)
- Vokalwerke
  - Les chants de Maldoror für Sprecher, 23 Instrumentalisten, 10 Celli und einen Choreograph-Dirigent (1962)
  - 5 chants et une vocalise für Sopran und Orchester (1968)
  - Trois poèmes élastiques für Chor (1987)
  - Oratorio des droits de l’homme (1989)
  - Chant de retour. Oratorium (1995)